# Subfossile

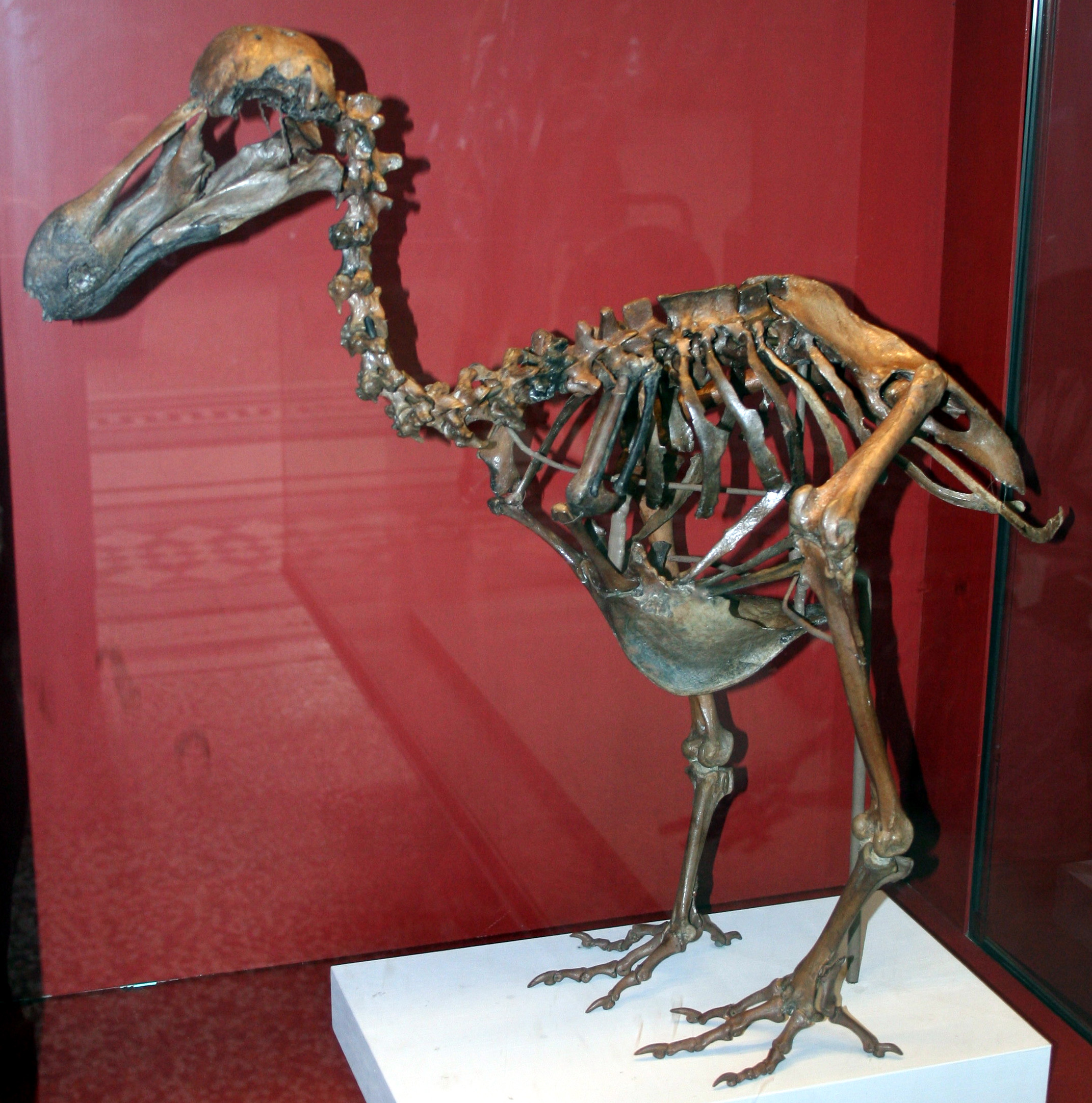
Un esempio di subfossile: scheletro di dodo

Il termine subfossile è utilizzato per riferirsi ai resti di organismi viventi che non abbiano completato il processo di fossilizzazione, vuoi perché il luogo in cui l’organismo morì e si depositò non presentava le caratteristiche adatte, vuoi perché il tempo passato da quando il processo è iniziato non è stato sufficiente.
I subfossili databili al Mesozoico sono estremamente rari e di solito in cattivo stato; di solito, questi reperti possono essere trovati in depositi risalenti al  Quaternario.
Un subfossile si differenzia da un fossile in quanto contiene materiale organico, che può essere utilizzato per la datazione al Carbonio 14 o per l'estrazione e lo studio del DNA o delle altre biomolecole dell'organismo.
Inoltre, la presenza di isotopi nei subfossili può fornire preziose informazioni sulle condizioni ecologiche in cui l'animale viveva.
In dendrocronologia lo studio di legni subfossili permette di raggiungere serie di datazioni annuali più antiche.